# Anchoa nasus
Anchoa nasus, también conocida como samasa en Perú o anchoveta blanca en Chile, es una especie de pez de la familia Engraulidae.

## Descripción
Anatomía, hábito, morfología, fisiología, fitoquímica, cariología, sistemas reproductivos, desarrollo, ... (Solo las características diferenciales con el resto de elementos de su nivel taxonómico. Algunas subsecciones, propias únicamente de la descripción de plantas o animales, se usarán según el caso; otros taxones necesitarán subsecciones particulares no reflejadas aquí)

## Distribución y hábitat
En Perú, las zonas de pesca de este recurso se presentan entre los 04° y 05°S principalmente dentro de las 20 millas de la costa. Asociada en realidad a la de anchoveta.

## Ecología

### Alimentación
Zooplanctófaga, principalmente de crustáceos eufáusdidos, pero también de copépodos, anfípodos y larvas de crustáceos.

### Reproducción
Posee dos periodos.
Primario: diciembre y enero.
Secundario: julio y agosto.

## Relación con el ser humano

### Pesca
Es una especie de pez de gran importancia económica.